# Bonnet-Dechaume-Blanc-Syndrom
Das Bonnet-Dechaume-Blanc-Syndrom, auch  Wyburn-Mason-Syndrom oder kongenitales retinozephalofaziales vaskuläres Malformations-Syndrom (CRC-Syndrom), ist ein seltenes Syndrom, welches durch das Auftreten von in der Regel einseitigen arteriovenöse Malformationen (AVM) der Blutgefäße der Netzhaut und der intrakraniellen Blutgefäße (Zerebrale arteriovenöse Malformationen) sowie durch Veränderungen des Gesichts charakterisiert ist.
Einige Autoren zählen das Syndrom zu den neurokutanen Erkrankungen.

## Begriff
Eine Übersichtsarbeit aus dem Jahr 2008 wertete die Angaben aller in der medizinischen Fachliteratur veröffentlichten Fallberichte aus. Die Autoren unterteilten folgende Ausprägungen der Fehlbildung:
- komplettes/typisches kongenitales retinozephalofaziales vaskuläres Malformations-Syndrom (CRC-Syndrom) bzw. klassisches Bonnet-Dechaume-Blanc-Syndrom – Arteriovenöse Malformationen der Netzhaut und der Hirngefäße sowie Beteiligung der Haut
- inkomplettes kongenitales retinozephalofaziales vaskuläres Malformations-Syndrom – Arteriovenöse Malformationen der Netzhaut und der Hirngefäße
- isolierte retinale Arteriovenöse Malformationen – ausschließlich arteriovenöse Malformationen der Netzhaut
- arteriovenöse Malformationen der Netzhaut und klinischer neurologischer Befund, allerdings keine neuroradiologische Bildgebung

## Epidemiologie
Alle Formen des Syndroms sind sehr selten. Bis 2009 wurden 132 Fälle beschrieben, von denen 27 ein komplettes CRC-Syndrom, 30 ein inkomplettes CRC-Syndrom und 63 isolierte retinale arteriovenöse Malformationen aufwiesen. Weitere 12 Fälle waren Betroffene mit Fehlbildung der Augengefäße und mutmaßlichen zerebralen arteriovenösen Malformationen, allerdings ohne neuroradiologischen Nachweis. Bei der Häufigkeit gibt es keine geschlechtsspezifischen Unterschiede. Die Diagnosestellung erfolgt meist in der zweiten oder dritten Lebensdekade.

## Pathologie
Bei arteriovenösen Malformationen handelt es sich um Shunts zwischen dem arteriellen und dem venösen Gefäßsystem. Die oft knäuelförmig angelegten Gefäße stellen damit auch eine Verbindung zwischen dem Hoch- und dem Niederdrucksystem dar. Der Druckgradient resultiert in einer erhöhten Gefäßdurchblutung und einer Erweiterung der Gefäße. Das Gefäßbett ist dabei einem kontinuierlichen Umbau („remodeling“) unterworfen. Schädigungen an der Gefäßwand führen zu Komplikationen wie Gefäßstenosen und Gefäßrupturen.
Den arteriovenösen Malformationen, sowohl der Netzhaut- als auch der Hirngefäße, liegt eine Entwicklungsstörung unbekannter Ursache um die 7. Schwangerschaftswoche zugrunde.

## Klinische Erscheinungen
Je nach Form des CRC-Syndroms resultieren Veränderungen des Gesichtes, der Augen und/oder der intrakraniellen Gefäße. Zudem können Blutungen aus dem Mund und Nasenbluten auftreten. Bei Betroffenen kam es bei Zahnextraktionen gelegentlich zu lebensgefährlichen Blutungen.
Die Veränderungen treten in der Regel einseitig auf, sehr selten auch beidseitig.

### Gesichtsveränderungen
Bei Patienten mit komplettem CRC-Syndrom treten neben arteriovenösen Malformationen der Retina und der Hirngefäße verschiedene einseitige Gesichtsveränderungen auf, darunter teilweise hervortretende Gefäße der Bindehaut (Konjunktiva), der Wangen und der Stirn sowie Veränderungen der Lidgefäße. Gelegentlich treten Lidveränderungen auch im Bereich der Lippen, des Ohres und der Nase auf.

### Augenveränderungen
Veränderungen der Augen kommen beim inkompletten CRC-Syndrom sowie bei isolierten retinalen arteriovenösen Malformationen vor. Fast die Hälfte der beschriebenen Patienten ist auf der betroffenen Körperseite blind. Zu den weiteren Komplikationen retinaler arteriovenöser Malformationen gehören Sekundärglaukome und seltener die Optikusatrophie. Netzhautblutungen und Glaskörperblutungen wurden beschrieben. Durch zerebrale AVM kann es zu Augenmotilitätsstörungen wie der Exotropie (Auswärtsschielen) und Nystagmen kommen. Bei etwa zwei Drittel der Betroffenen werden in der Augenhöhle (Orbita) arteriovenöse Malformationen nachgewiesen, welche neben zerebralen Gefäßfehlbildungen häufig zu einem einseitigen Exophthalmus führen und teilweise in Verbindung zu intrakraniellen AVM stehen. Die Beteiligung von Gefäßen der Augenhöhle kann zudem zu einer Beeinträchtigung des Sehnerven (N. opticus) führen.

### Intrakranielle Gefäßveränderungen
Arteriovenöse Malformationen der Hirngefäße treten beim kompletten und inkompletten CRC-Syndrom auf. Sie kommen insbesondere im Versorgungsgebiet der Arteria cerebri media (ACM) vor, im Versorgungsgebiet der Arteria cerebri anterior und posterior treten sie weniger häufig auf. Bei etwa einem Drittel der beschriebenen Betroffenen fanden sich die Gefäßveränderungen im zerebralen Teil der Sehbahn.
Die Gefäßveränderungen können zeitlebens asymptomatisch bleiben. Ihre häufigsten Komplikationen sind verschiedene Formen der Hirnblutung, insbesondere Intrazerebrale Blutungen (ICB) aber auch Subarachnoidalblutungen (SAB). Gelegentlich können die Gefäßfehlbildungen sich auch in einer symptomatischen Epilepsie oder einem erhöhten Hirndruck äußern.
Es wurden mehrere Fälle des Bonnet-Dechaume-Blanc-Syndroms beschrieben, bei denen eine Gesichtsnervenlähmung (Fazialisparese) auftrat.

## Untersuchungsmethoden
Bei Verdacht auf Vorliegen eines CRC-Syndroms erfolgt ein neurologischer Untersuchungsgang sowie eine ophthalmologische Diagnostik (Ophthalmoskopie, Perimetrie).
Zur radiologischen Darstellung arteriovenöser Malformationen kommen die Magnetresonanztomographie (MRT), die Computertomographie (CT) und die Digitale Subtraktionsangiographie (DSA) zur Anwendung.

## Behandlung
Arteriovenöse Malformationen können – nach Abschätzung des Blutungsrisikos – mittels mikrochirurgischer Resektion oder Embolisation behandelt werden. Bei Sekundärveränderungen der Retina infolge eines CRC-Syndroms kann eine Laserkoagulation indiziert sein.

## Geschichte
Zahlreiche Fallberichte, darunter eine von Hugo Spatz verfasste Arbeit von 1874 und ein Bericht Arthur Kreuz’ von 1903, beschrieben Teilaspekte des Syndroms. Ausführliche Fallberichte, darunter jener von Ernst Krug und Bernard Samuels (1932), der alle Komponenten des Syndroms – arteriovenöse Malformationen der Retina, der Hirngefäße und der Gesichtshaut – beschrieb, stammen aus den 1930er Jahren. Der für das Bonnet-Dechaume-Blanc-Syndrom namensgebende Fallbericht wurde 1937 von Paul Bonnet, Jean Dechaume und Emile Blanc veröffentlicht, der Bericht Roger Wyburn-Masons von 1943 prägte den Terminus Wyburn-Mason-Syndrom.